# Древнеегипетские заупокойные тексты

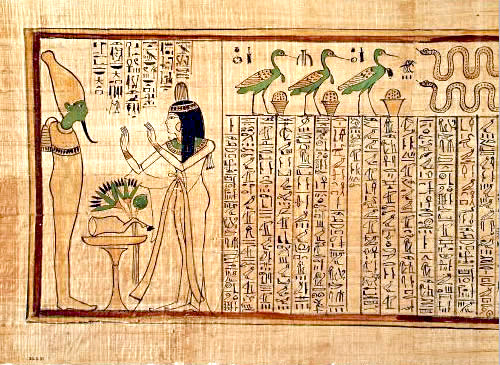
Отрывок из Книги мёртвых. Метрополитен-музей

Древнеегипетские заупокойные тексты — сборник религиозных документов, которые древние египтяне использовали с целью обеспечения помощи душе в загробном мире.
Они развивались на протяжении всей истории Египта, начиная с Текстов пирамид, появившихся в эпоху Древнего царства и встречавшиеся исключительно в царских гробницах, которые в Среднем царстве трансформировались в Тексты Саркофагов, и заканчивая Книгой мёртвых, появившейся в эпоху Нового царства. С течением времени заупокойные тексты стали доступны сначала среднему классу, а затем и всем остальным, кто мог только себе это позволить.

## Древнее царство

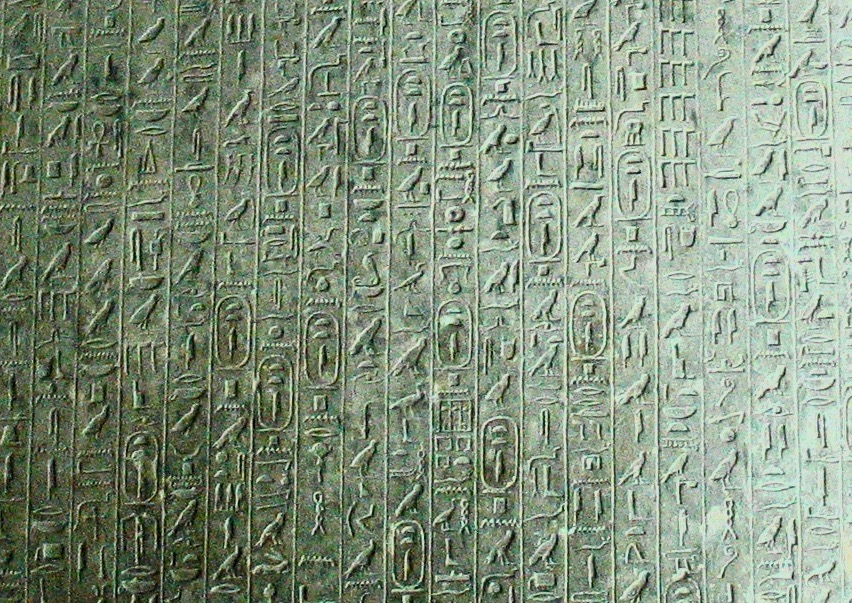
Тексты внутри пирамиды фараона Тети

В период Древнего царства заупокойные тексты были роскошью, доступной только фараонам. К концу этого периода тексты стали появляться и в гробницах царских жён.

## Среднее царство
В эпоху Первого переходного периода в Египте стали появляться заупокойные тексты, которые записывались на внутренних стенках саркофагов. В этих текстах частично позаимствован материал, взятый из более ранних Текстов пирамид. В то же время в них появилось и много нового, того, что в первую очередь связано с повседневными нуждами египтян. Подобные перемены говорят только о том, что данные тексты постепенно становятся доступными и для простых людей. Фараон не имел больше единоличных прав на загробную жизнь, с этих пор пропуск в загробный мир получал каждый, кто мог себе позволить покупку саркофага.

## Новое царство

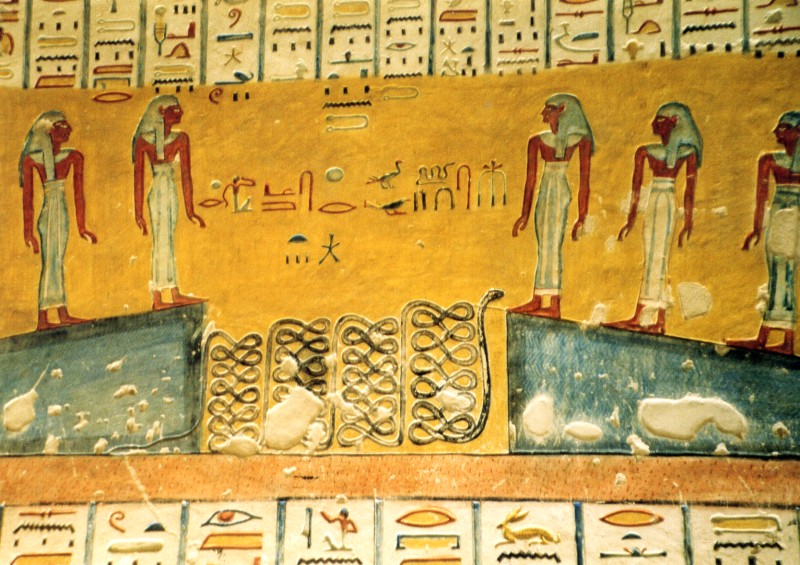
Отрывок из Книги врат

Ниже приведён список текстов, появившихся в период Нового царства:
- Книга мёртвых
- Амдуат
- Заклинание двенадцати пещер[англ.]
- Книга врат
- Книга загробного мира
- Книга пещер
- Книга земли
- Литания Ра
- Книга небес[3]

### Среднее царство
- Книги неба

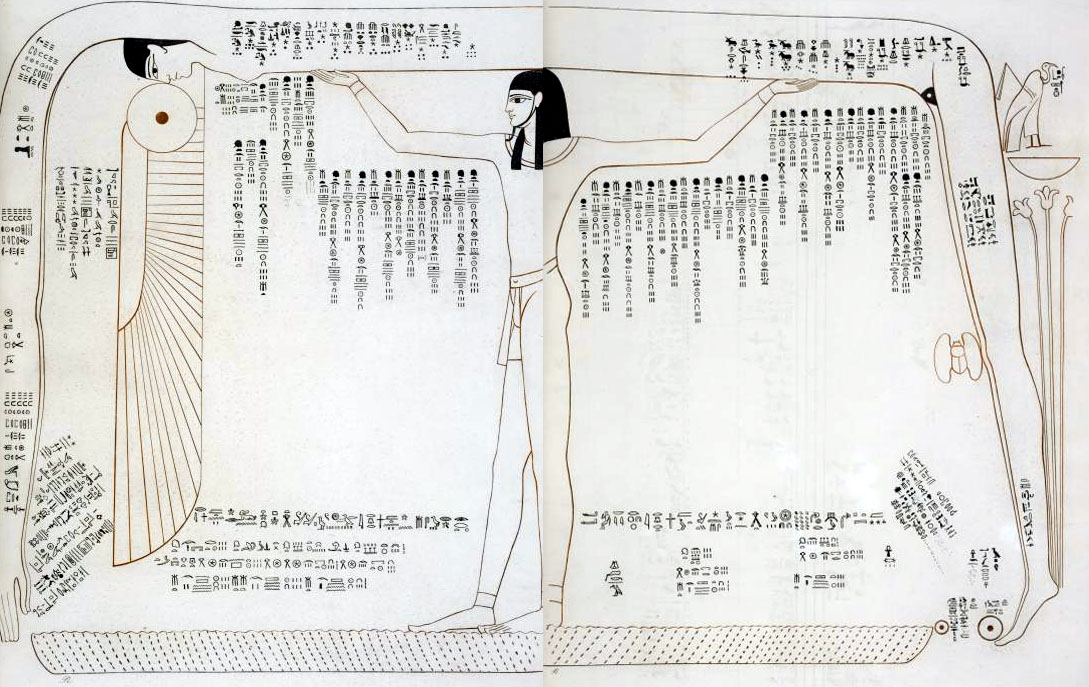
Изображения богини Нут из гробницы Рамсеса IV

После амарнского периода в Египте стали использовать новый набор заупокойных текстов. Центральное место в этих текстах заняла богиня неба Нут. В текстах этого периода рассказывается о путешествии солнца через всё тело богини, в завершении она дарует рождение обновлённому утреннему солнцу. На потолке гробницы Рамзеса IV были рядом размещены сразу два текста Книги неба.
Ниже приведён список книг, связанных с богиней Нут:
- Книга Нут[3]
- Книга дня[3]
- Книга ночи[3]
- Книга Небесной Коровы

## Позднее царство
- Книги дыхания

## Эллинистический Египет
- Книга перемещения вечности